# 화학분해

화학분해(化學分解, 영어: Chemical decomposition)는 화합물이 2종 이상의 간단한 물질로 변화하는 화학반응이다. 단순히 분해(分解, 영어: decomposition)라고 부르는 경우도 많다. 반응양식에서 분해의 역구성이 되는 화학반응은 화학적 합성 또는 합성이라고 한다.
구체적으로는 고온에 따른 열분해나, 빛과 방사선에 따른 광분해나, 방사선 분해가 대표적인 분해이다.
다음은 물의 예시이다. 물은 전기 분해에 따라 수소분자와 산소분자로 분해할 수 있다.
{\displaystyle {\ce {2H2O -> {2H2}+ O2}}}
과산화수소는 방치하면 물과 산소로 분해된다.
{\displaystyle {\ce {2H2O2 -> {2H2O}+ O2}}}
반응양식에서 분해와 역반응이 가역적으로 일어나는 상태는 해리(解離)라고 부른다. 또, 화합물이 순차적으로 저분자량의 물질로 순차 분해해가는 과정은 한국어로는 감성(減成, 영어: decomposition)라고 한다.

## 참고 문헌
- 나가쿠라 사부로 및 외(編),「분해」(分解),『이와나미 이화학사전』(岩波理化学辞典), 제5판 CD-ROM판, 이와나미 쇼텐, 1998년.

## 같이 보기
- 화합
- 화학반응
- 화학합성
- 복분해
- 열분해
- 전기 분해